# Póvoa de Santa Iria
Póvoa de Santa Iria este un oraș în Vila Franca de Xira, Portugalia.